# متیو لوید (دوچرخه‌سوار)
متیو لوید (اسپانیایی: Matthew Lloyd‎؛ زادهٔ ۲۴ مهٔ ۱۹۸۳) دوچرخه‌سوار اهل استرالیا است. وی در بازی‌های المپیک تابستانی ۲۰۰۸ شرکت کرده‌است.